# Штамм «Андромеда»
«Штамм „Андроме́да“» (англ. The Andromeda Strain; 1969) — научно-фантастический роман американского писателя Майкла Крайтона.

## Сюжет
Военный спутник из серии «Скуп» после удара микрометеорита сошёл с орбиты и упал близ маленького городка Пидмонт в Аризоне. Любопытный житель вскрыл спутник до того, как прибыла команда военных, и неизвестная болезнь вырвалась на свободу. Все жители городка умерли или сошли с ума и покончили с собой, в живых остались только старик и младенец. В соответствии с программой «Лесной пожар», разработанной для предотвращения всемирной эпидемии внеземных микроорганизмов, военные собрали группу лучших учёных-добровольцев и разместили их на секретной подземной базе. Цель группы — выяснить, что представляет собой опасный возбудитель, и как с ним бороться.
В группу входят учёные Джереми Стоун (бактериолог), Чарльз Бёртон (патологоанатом), Питер Ливитт (микробиолог) и обычный практикующий врач-хирург Марк Холл. Он попал в группу благодаря «гипотезе решающего голоса». Согласно этой гипотезе, по статистическим данным неженатые мужчины в сложной ситуации принимают правильное решение чаще, чем представители других категорий. Именно Марк Холл должен принимать окончательное решение о ликвидации лаборатории путём ядерного взрыва в случае её неконтролируемого заражения.
В ходе изучения смертельного микроорганизма, названного «штамм Андромеды», оказалось, что он — представитель кристаллической формы жизни внеземной природы, восприимчив к радиации и ускоряет свой рост под воздействием излучения, напрямую преобразуя энергию в материю. Эта способность развилась у него, вероятно, в такой среде обитания, где действуют достаточно сильные космические лучи. Он чрезвычайно опасен — при вдыхании заражённого воздуха быстро размножается, поражая стенки кровеносных сосудов. В результате он способен убивать подопытных животных за несколько секунд, вызывая полное свёртывание крови всего организма. Если же свёртывание из-за каких-то особенностей организма не происходило сразу, то массовое повреждение стенок сосудов приводило к медленной гибели нервной системы. Холл догадывается, что размножение вируса в человеческом организме происходит только в очень узком диапазоне pH крови, характерном для нормальных людей. Выживший старик страдал от язвы и, кроме того, постоянно употреблял денатурат и аспирин, повышавшие кислотность его крови. Ребёнок же постоянно плакал, что повышало pH крови.
Дальнейшие события развиваются стремительно: мутировавший микроорганизм начинает вместо кровеносных сосудов разъедать полимеры, в том числе изолирующие резиновые прокладки, нарушая герметичность помещений. И хотя штамм теперь не является непосредственной угрозой для животных, автоматика рассматривает станцию как в значительной степени «заражённую». Согласно программе, автоматически включается таймер ядерного фугаса, отключить который может только доктор Холл. Учёные понимают, что энергия взрыва даст штамму колоссальный импульс размножения и мутаций: «Появятся тысячи его разновидностей и каждая из них будет убивать по-своему». Однако они оказываются полностью изолированными в секторе станции, где нет пульта отключения таймера. Попадая под выстрелы лигаминовых дротиков автоматического оружия системы безопасности, установленной для предотвращения побега подопытных животных, доктор Холл через центральную шахту поднимается на следующий уровень и, находясь на пороге смерти, приложив нечеловеческие усилия, отключает ядерный фугас. Ветер несёт к океану облака пока что безвредной для жизни мутации штамма «Андромеды». Холл, очнувшись, узнает, что кризис миновал, однако «Андромеда» всё ещё на станции, и учёные продолжают её изучать.

## «Теория решающего голоса»
«Теория решающего голоса» (англ. «odd-man hypothesis») — выдуманная гипотеза, основанная в романе на исследованиях корпорации RAND по заказу военных ведомств. В рамки исследований входил опрос широкой группы людей из различных военных ведомств и родов войск, которым предлагалось на основе предложенной ситуации принять выбор: использовать ли оружие массового поражения для решения проблемы или нет. Исследования привели к выводу, что неженатые мужчины в кризисных и стрессовых ситуациях ошибаются гораздо реже остальных, поэтому именно они должны принимать решения, касающиеся применения термоядерного оружия.
В романе приводился отчёт по исследованиям, согласно которым коэффициент эффективности для женатых мужчин составлял 0,343, а для неженатых — 0,824. Группа учёных, входившая в «Лесной пожар», также была подвергнута опросу, в результате которого теория решающего голоса подтвердилась: неженатый хирург Холл получил коэффициент 0,899, тогда как среди женатых членов группы самый лучший результат — Стоуна — равнялся 0,687. Именно поэтому Холлу были вручены ключи, необходимые для отключения системы ядерного самоуничтожения комплекса. Холл узнал о теории только по прибытии в исследовательский комплекс «Лесного пожара», так как материалы, связанные с теорией решающего голоса, были засекречены и для него недоступны.
Стоун в какой-то момент признаётся, что и сама гипотеза, и вся методика опроса были полностью выдуманы; единственная цель отчёта — обосновать предоставление ядерного оружия группе частных исследователей.
Изложение теории в романе (как и многие вырезки и документальные материалы) выдержано в реалистичном псевдодокументальном стиле, свойственному всему роману.

## Персонажи
- Джереми Стоун — профессор бактериологии Стэнфордского университета, нобелевский лауреат.
- Чарльз Бертон — профессор патологии Бейлорского университета в Хьюстоне.
- Питер Ливитт — клинический микробиолог, эпидемиолог, страдает эпилепсией.
- Марк Холл — практикующий врач, хирург.
- Питер Джексон — выживший житель Пидмонта.
- майор Артур Менчик — ответственный за программу «Скуп».

## История создания и публикации
На своём сайте Майкл Крайтон опубликовал заметку о том, как работал над романом. Крайтон вспоминает, что он, будучи начинающим двадцатипятилетним автором, доверился совету редактора Боба Готлиба и переписал рукопись, подражая научной литературе — так, как будто история происходила на самом деле. Роман был опубликован в 1969 году и сделал автора знаменитым. В Советском Союзе в 1969—1970-х годах был опубликован в нескольких выпусках приложения к газете «Неделя», в 1971 году издан (в другом переводе) отдельной книгой.
Роман имеет продолжение — «Эволюция „Андромеды“» — написанное Дэниелом Уилсоном в 2019 году, в формальном соавторстве с Майклом Крайтоном спустя много лет после смерти последнего.

## Экранизации
В 1971 году вышел фильм Роберта Уайза «Штамм „Андромеда“», а в 2008 году — двухсерийный телевизионный сериал «Штамм „Андромеда“».